# Sundsvall (comune)
Sundsvall è un comune svedese di 95 770 abitanti, situato nella contea di Västernorrland. Il suo capoluogo è la città omonima.

## Località
Nel territorio comunale sono comprese le seguenti aree urbane (tätort):
- Ankarsvik
- Dingersjö
- Essvik
- Fanbyn
- Gustavsberg
- Hovid
- Indal
- Johannedal
- Juniskär
- Klingsta och Allsta
- Kovland
- Kvissleby
- Liden
- Lucksta
- Matfors
- Nedansjö
- Njurundabommen
- Skottsund
- Stockvik
- Stöde
- Sundsbruk
- Sundsvall
- Svartvik
- Tunadal
- Vattjom
- Vi